# شركة شمول القابضة
شركة شمول القابضة هي شركة سعودية ذات مسؤولية محدودة تأسست في عام 2014 بالشراكة بين شركة المباني، وهي شركة عقارية في الكويت، ومجموعة الفوزان، إحدى شركات قطاعات التجزئة، والصناعة، والعقارات والتجارة في المملكة العربية السعودية، ومجموعة الشايع، وهي شركة عائلية مقرها الكويت، تأسست عام 1890.